# Sex (film 2024)
Sex è un film del 2024 scritto e diretto da Dag Johan Haugerud.
È il primo film di una trilogia tematica sui rapporti umani composta da Dreams e Love, entrambi del 2024.

## Trama
Oslo. Due spazzacamini si confessano a vicenda segreti che avranno ripercussioni inaspettate e tragicomiche sulle loro vite: il primo, fino ad allora un marito e padre di famiglia esemplare, ha sperimentato per curiosità un rapporto sessuale con un uomo, ma continua a dichiararsi eterosessuale e non si sente particolarmente cambiato dalla cosa; il secondo è afflitto da un sogno ricorrente in cui, sotto lo sguardo penetrante di David Bowie, si sente desiderato "come una donna".

## Promozione
Il trailer del film è stato diffuso online il 17 gennaio 2024.

## Distribuzione
Il film è stato presentato in anteprima alla 74ª edizione del Festival internazionale del cinema di Berlino il 17 febbraio 2024 e distribuito nelle sale norvegesi dal 1º marzo seguente, mentre in quelle italiane dal 15 maggio 2025 da Wanted Cinema.

## Riconoscimenti
- 2024 – Premio Amanda[6][7]
  - Miglior regia a Dag Johan Haugerud
  - Miglior interprete a Jan Gunnar Røise
  - Miglior interprete non protagonista a Siri Forberg
  - Miglior sceneggiatura a Dag Johan Haugerud
  - Candidatura per il miglior film
  - Candidatura per il miglior interprete a Thorbjørn Harr
  - Candidatura per la miglior fotografia a Cecilie Semec
  - Candidatura per il miglior colonna sonora a Peder Kjellsby
  - Candidatura per i migliori costumi a Ida Toft
  - Candidatura per il miglior sonoro a Gisle Tveito e Yvonne Stenberg
- 2024 – Festival internazionale del cinema di Berlino[8]
  - Premio della giuria ecumenica
  - Premio Europa Cinemas Label
  - Premio CICAE
- 2024 – Festival internazionale del cinema di Odessa[9]
  - Premio speciale della giuria